# Escuela sienesa

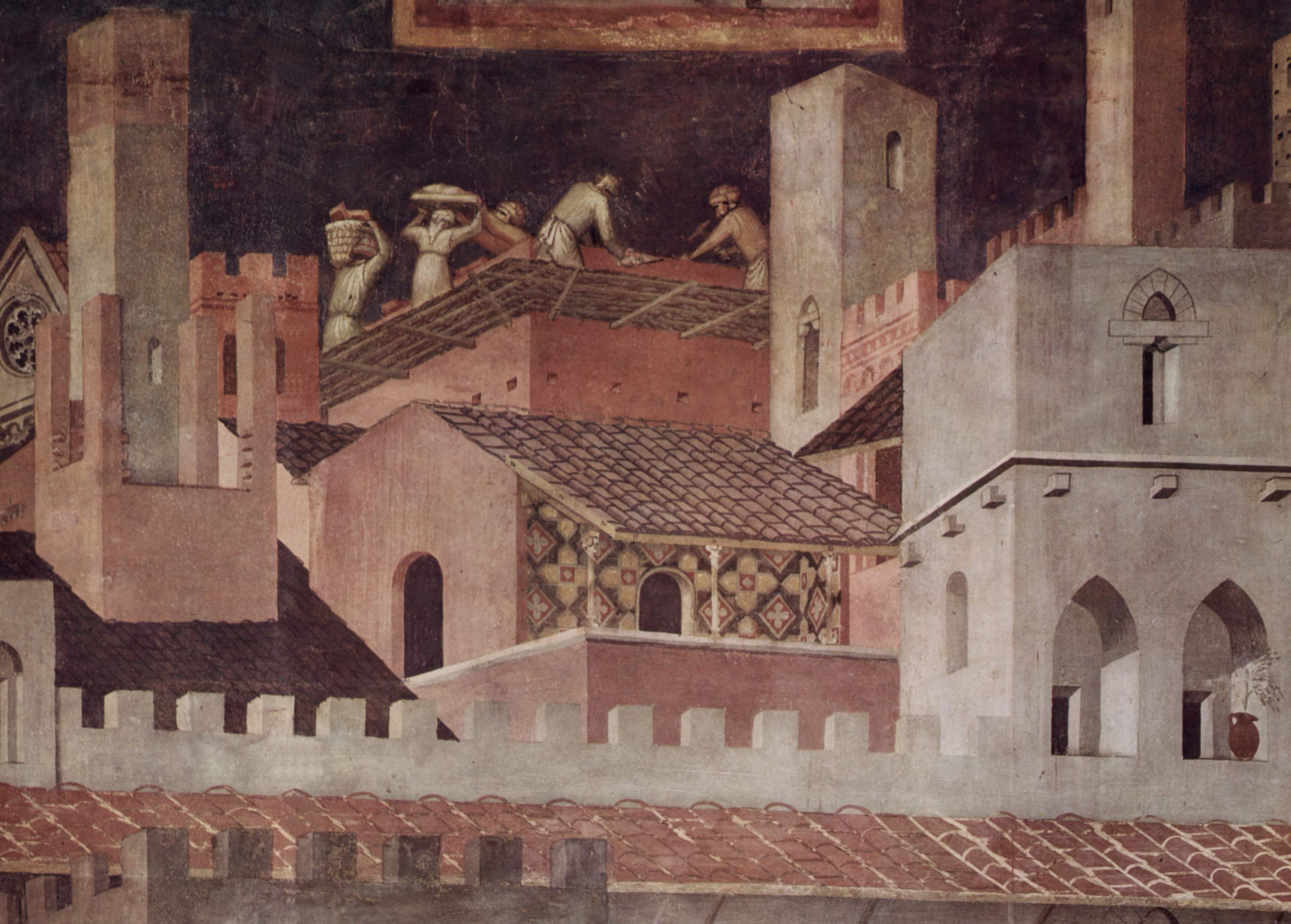
Ambrogio Lorenzetti, La arquitectura detalle del fresco Alegoría del buen y mal gobierno. Sala de los Nueve del "Palazzo Pubblico" (casa consistorial) de Siena.(1337-1339).

La escuela de Siena o escuela sienesa agrupa al conjunto de pintores allí establecidos durante los primeros años del Trecento. Caracterizados por una metodología diferenciada de Giotto y de la escuela florentina, más inspirada en los modelos y la técnica a la «maniera greca», los sieneses también lograron formular el tema del espacio pictórico. En lo formal, se identifican por mostrarse ajenos a los problemas técnicos o de proporciones, que se manifestó en la estilización y el amaneramiento (‘manierismo’) de las figuras, así como en el uso de los fondos ornamentales dorados y una gama de colores subjetiva; todo ello proporcionaría un notable lirismo a las composiciones de esta escuela. Una visión amplia cubriría cuatro siglos de producción, entre 1251 y 1650, aunque concebida en su conjunto más como ámbito geográfico que como unidad de estilos o escuela propiamente dicha.
La ciudad de Siena tuvo su máximo esplendor entre finales del siglo xiii y la primera mitad del siglo xiv cuando constituyó una potencia política y económica que rivalizaba con Florencia. Siena fue siempre una ciudad gibelina, en contacto permanente tanto con las fuentes bizantinas del arte italiano, como con el estilo cortesano del otro lado de los Alpes, lo que modeló la sensibilidad para lo ornamental que caracteriza el arte de esta ciudad.

## El taller de Duccio

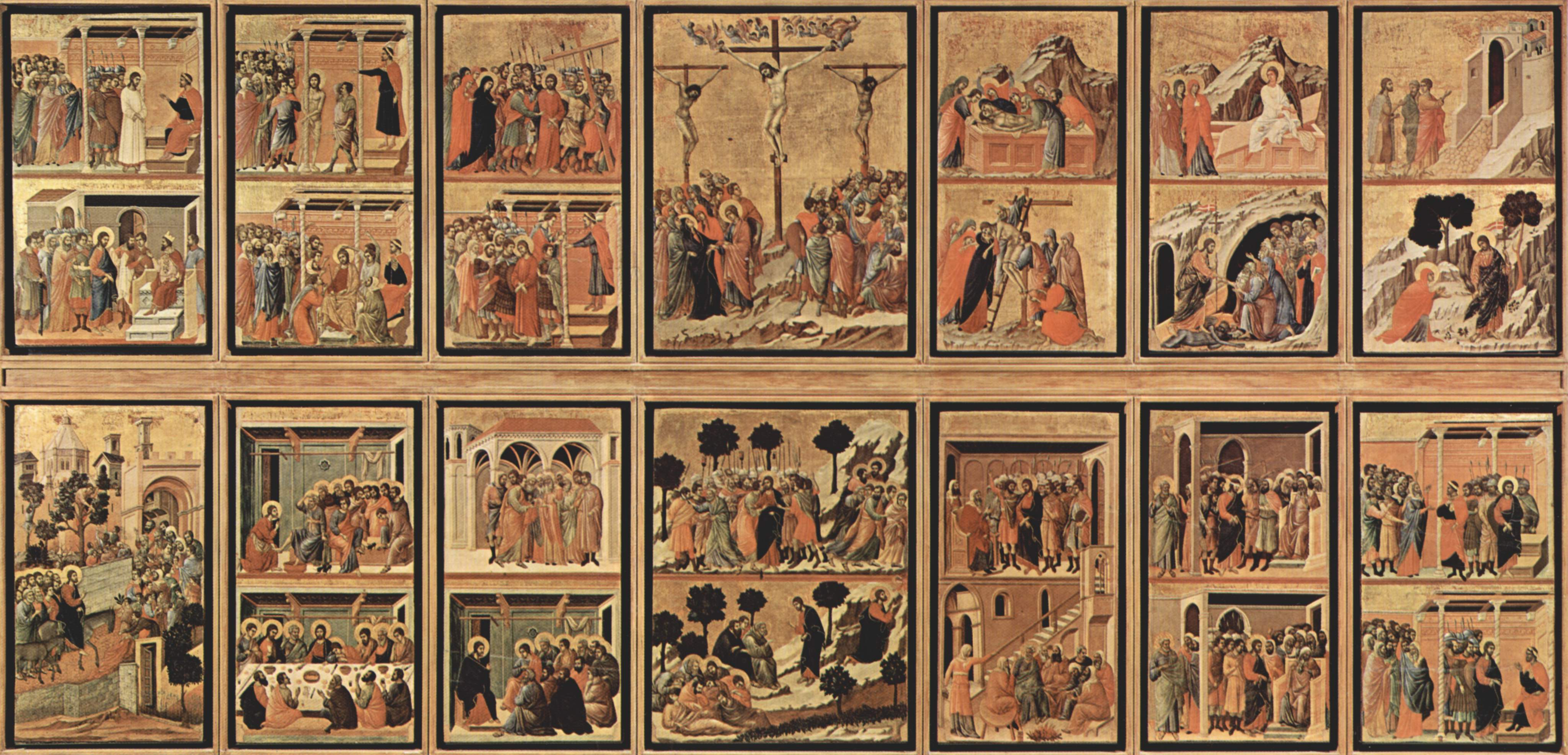
Duccio di Buoninsegna, La "Maestà"–majestad– de la Catedral de Siena, parte posterior. pintura al temple sobre tabla de dimensiones 370 x 450 cm. (1308-1311).

En el año 1285, Duccio di Buoninsegna pintó la Madonna Rucellai, rodeada de ángeles, con cuyos gestos agraciados parece que sostengan el trono calado de la Virgen mientras la armonía cromática de sus vestidos rosado, verde y azul proporciona la nota de refinamiento que va más allá del icono bizantino que inspira el cuadro.
La obra más celebrada de Duccio (y única totalmente documentada como suya), es la "Maestà" de la Catedral de Siena, donde retoma el tema bizantino de la Madonna entronizada rodeada de ángeles y santos dispuestos, en este caso, en series paralelas, horizontales y simétricas. El estudio individual de los [rostros de cada personaje y el gusto refinado expresado en la vestimenta ribeteada por una línea dorada, constituyen los elementos destacables de este cuadro.
Pero fue en las historias de la Pasión de Cristo de la parte posterior de la “Maestà” donde Duccio se plantea los temas de la perspectiva, de la arquitectura pintada y del paisaje de fondo o el espacio pictórico, mediante la propia disposición de los elementos y detalles en su relación con el ambiente como forma alternativa a la claridad espacial de los cuadros de Giotto. En la escena de La entrada de Jesús en Jerusalén (abajo a la izquierda) podemos ver como son las líneas oblicuas de la composición las que ordenan los temas: Jesús encima del asno, la multitud, la puerta de la muralla y los edificios polícromos de la ciudad al fondo. También vemos como en la escena de las Marías en el sepulcro (arriba, la segunda a la derecha), Duccio sitúa en primer plano las figuras, en las cuales el volumen de la ropa se resuelve con medias tintas, mientras que el fondo se resuelve con el tema recurrente de las montañas inclinadas para simular la perspectiva.

## El taller de Simone Martini

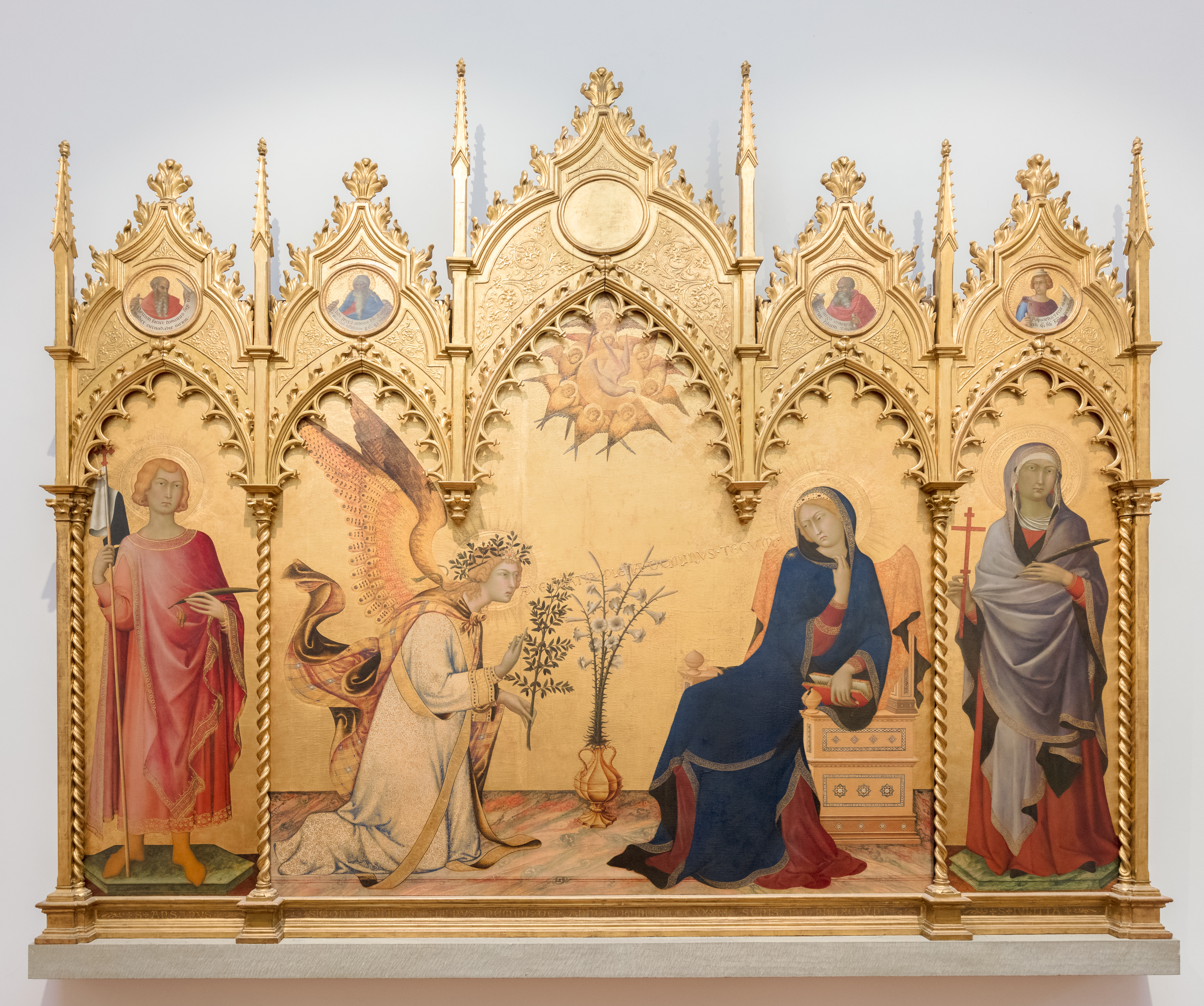
Simone Martini: La Anunciación; pintura al temple sobre tabla (1333); en la Galleria degli Uffizi. Florencia.

El gusto por la línea, propio del gótico francés y de las miniaturas de la escuela de miniaturistas de París, fue un elemento esencial en la estética de Simone Martini, el segundo gran pintor de la escuela sienesa, quien asimismo fue el más reputado maestro en el dominio del color. En la "Maestà" del Ayuntamiento de Siena pintada al fresco en el año 1315, Martini abandona la rigidez de una composición en líneas horizontales para adoptar otra de personajes en movimiento que se acercan o se alejan produciendo un efecto de gran naturalidad. El baldaquino de seda y cintas que se mueven al viento, da la réplica a la asamblea humana que en forma de dos semicírculos rodea la Virgen, la cual ha abandonado también el hieratismo bizantino mostrando una actitud pensativa y dulce.
Las Historias de San Martín, pintadas por Simone Martini (1317) en la Iglesia inferior de San Francisco en Asís, muestran la asimilación del espacio pictórico en unas escenas con anécdotas muy detalladas, llenas de color en sus figuras perfectamente delineadas, igual que los elementos del fondo, por la línea omnipresente del pintor.
Pero es en el retablo de la Anunciación realizado conjuntamente con Lippo Memmi para la catedral de Siena (actualmente en la "Galleria degli Uffizi" de Florencia), donde se muestra con mayor claridad la asimilación de los ideales del arte gótico por los pintores de la escuela sienesa. Las formas delicadas, el aire lírico, la magneficencia de los vestidos y la belleza de los cuerpos delgados aproximan este retablo a la orfebrería gótica o al arte de las miniaturas. En este retablo, Martini va más allá del arte gótico y muestra cómo ha asimilado los descubrimientos de Giotto, cuando sobre el fondo dorado entre el ángel y la Virgen, existe el aire para moldear en esta ocasión el espacio arquitectónico.
Los tonos ocres que usaron Duccio, Martini, los hermanos Lorenzetti y otros pintores de la escuela sienesa quedaron asociados a la ciudad de Siena, en los colores así bautizados: el siena natural y el siena tostada, que se extraían de unos pigmentos de tierras de color procedentes de la campiña toscana.

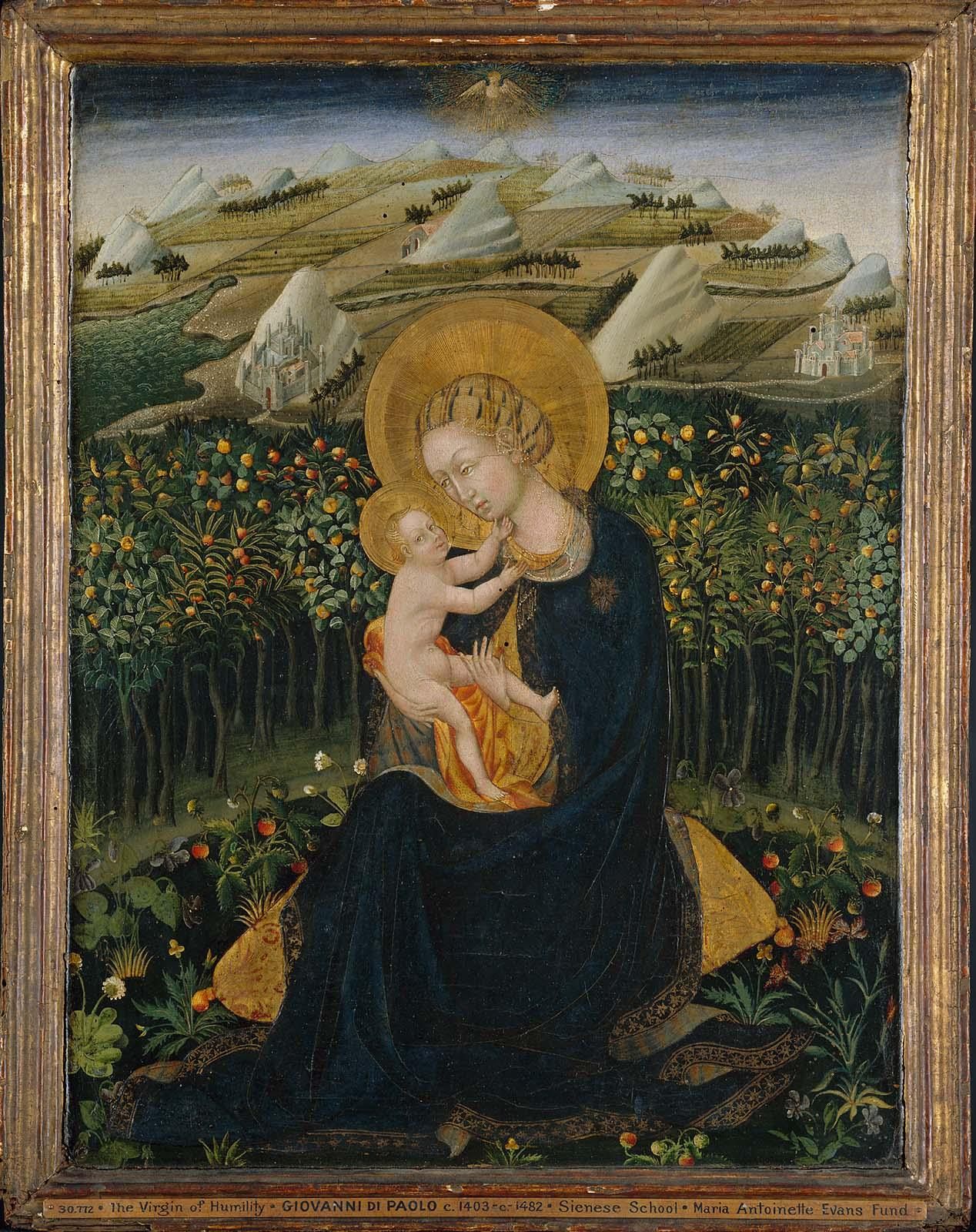
Giovanni di Paolo, «Madonna dell'Umiltà», hacia 1442

## Artistas y periodos

### 1251–1300
- Guido da Siena

### 1301–1350
- Bartolomeo Bulgarini
- Duccio di Buoninsegna
- Segna di Buonaventura
- Naddo Ceccarelli
- Ambrogio Lorenzetti
- Pietro Lorenzetti
- Simone Martini
- Lippo Memmi
- Ugolino di Nerio
- Giovanni di Nicola da Pisa
- Niccolò di Segna
- Lippo Vanni

### 1351–1400
- Andrea di Bartolo Cini
- Taddeo di Bartolo
- Bartolo di Fredi
- Paolo di Giovanni Fei
- Luca di Tommè
- Andrea Vanni
- Francesco di Vannuccio

### 1401–1450
- Domenico di Bartolo
- Martino di Bartolomeo
- Benedetto di Bindo Zoppo
- Gregorio di Cecco
- Giovanni di Paolo
- Maestro de la Osservanza
- Sano di Pietro
- Stefano di Giovanni (‘Sassetta’)
- Lorenzo di Pietro (‘Vecchietta’)

### 1451 - 1500
- Neroccio di Bartolomeo de' Landi
- Pietro di Domenico
- Bernardino Fungai
- Francesco di Giorgio Martini
- Matteo di Giovanni (Matteo da Sienna)
- Benvenuto di Giovanni
- Andrea di Niccolò

### 1501–1550
- Domenico Beccafumi
- Girolamo di Benvenuto
- Girolamo del Pacchia
- Il Sodoma (Giovanni Antonio Bazzi)

### 1601–1650
- Rutilio Manetti
- Ventura Salimbeni
- Francesco Vanni
- Bernardino Mei